# Європейський тур UCI

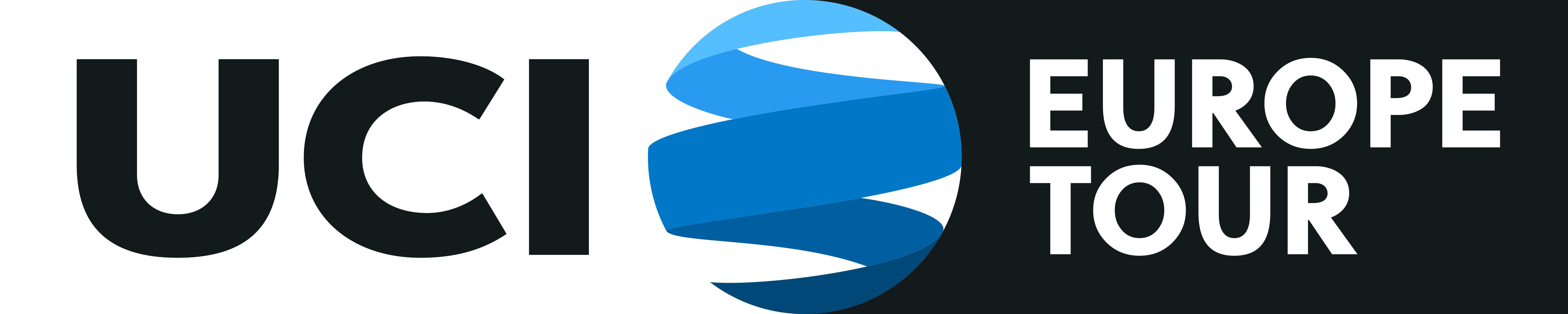
Логотип змагань

Європейський тур UCI (англ. UCI Europe Tour) — серія чоловічих професійних шосейних велогонок, що проводиться в Європі Міжнародним союзом велосипедистів з 2005 року. Є одним з п'яти континентальних турів UCI.

## Регламент
До Європейського туру UCI включені змагання, що проходять на території Європи та отримали відповідні ліцензії. Щороку кількість та структура змагань змінюється. Включаються нові велогонки та позбуваються ліцензій існуючі.
За якістю проведення та складністю велогонки отримують категорії:
- Багатоденки: 2.HC, 2.1, 2.2, 2.NCup
- Одноденки: 1.HC, 1.1, 1.2
- Європейські чемпіонати: CC

Відповідно до категорії нараховуються бали переможцям та призерам велогонок та їхнім командам:
Таблиця нарахування балів
| Позиція у гонці | HC  | 1.1 та 2.1 | 1.2 та 2.2 | 1.2U та 2.2U | Ncup |
| --------------- | --- | ---------- | ---------- | ------------ | ---- |
| 1               | 200 | 125        | 40         | 30           | 70   |
| 2               | 150 | 85         | 30         | 25           | 55   |
| 3               | 125 | 70         | 25         | 20           | 40   |
| 4               | 100 | 60         | 20         | 15           | 30   |
| 5               | 85  | 50         | 15         | 10           | 25   |
| 6               | 70  | 40         | 10         | 5            | 20   |
| 7               | 60  | 35         | 5          | 3            | 15   |
| 8               | 50  | 30         | 3          | 1            | 10   |
| 9               | 40  | 25         | 3          | 1            | 5    |
| 10              | 35  | 20         | 3          | 1            | 3    |
| 11              | 30  | 15         |            |              |      |
| 12              | 25  | 10         |            |              |      |
| 13              | 20  | 5          |            |              |      |
| 14              | 15  | 5          |            |              |      |
| 15              | 10  | 5          |            |              |      |
| 16-25           | 5   | 3          |            |              |      |
| 26-30           | 5   |            |            |              |      |
| 31-40           | 3   |            |            |              |      |

## Історія

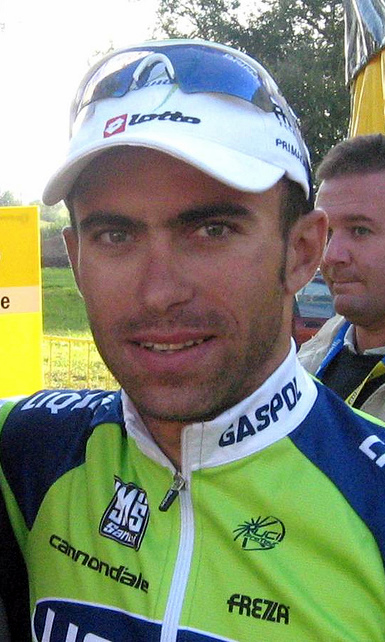
Мурілу Фішер, перший переможець Європейського туру

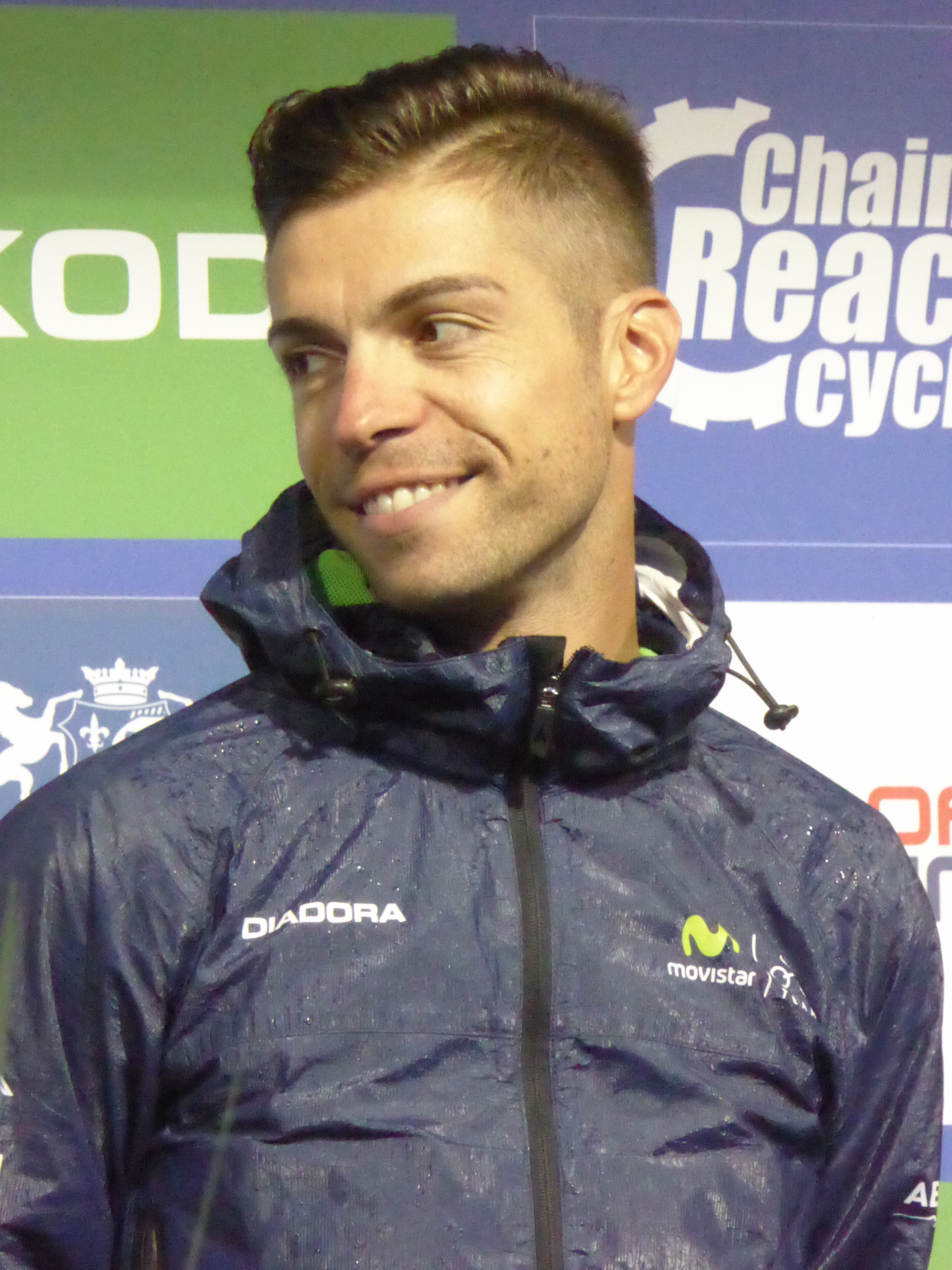
Джованні Вісконті, триразовий переможець Європейського туру

Вперше Європейський тур був організований у 2005 році. Першою гонкою у рамках змагань стала одноденка Гран-прі Марселя, що пройшла 1 лютого 2005 року. Переможцем став данець Ніккі Соренсен. Всього цього року у Європейському турі пройшло 298 велогонок. У загальному заліку 2005 року першим став бразилець Мурілу Фішер. Найкращою командою стала італійська Ceramica Panaria-Navigare і найкращою країною була Італія. Серед українців відзначився Олександр Клименко, який виграв Гран-прі Пальми, та Дмитро Грабовський, що став переможцем на Європейському чемпіонаті з шосейних велогонок в категорії U23.
У сезоні 2005—2006 року у рамках Європейського туру пройшло 306 велогонок, з них 27 найвищої категорії. Переможцем загального заліку став бельгієць Ніко Екгут. Українець Руслан Підгорний зайняв 10-ту позицію у загальному заліку, а Україна також 10-ту позицію у рейтингу країн. Серед українців також слід відзначити перемоги на різних велогонках Сергія Матвєєва, Михайла Халілова, Дмитра Грабовського. У 2007—2008 році українець Михайло Халілов у загальному заліку був третім, а Україна знову зайняла десяту позицію. Лідером став італієць Енріко Гаспаротто. Тричі поспіль загальний залік очолював Джованні Вісконті (у 2009, 2010, 2011 роках).
Успішним для України став 2015 рік: Віталій Буц зайняв 6-у позицію у загальному заліку, українська команда Kolss Cycling Team — 4 місце серед команд, а Україна 7-е місце у рейтингу країн.
У 2017 році у рамках Європейського туру заплановано провести близько 400 велогонок. Відкрився сезон 26 січня одноденкою Вуельта Майорки. Переміг німець Андре Грайпель.

## Україна у Європейському турі

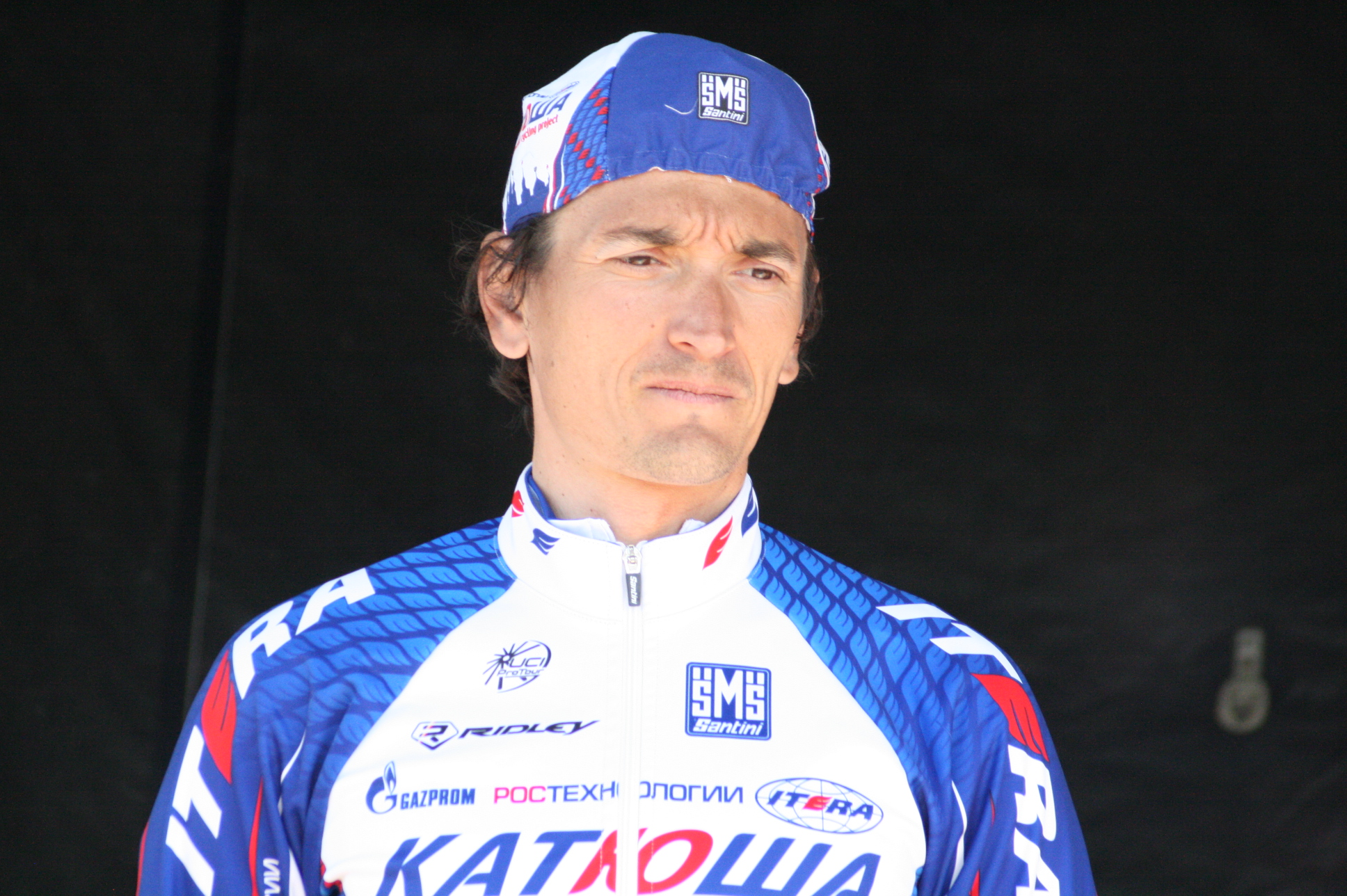
Український велогонщик Михайло Халілов, зайняв треттю позицію у загальному заліку 2008 року

Першою велогонкою у рамках Європейського туру на території України став Гран-прі Донецька, що відбувся 12 квітня 2009 року. Перемогу тут отримав естонець Март Ояві. У 2012 році сюди включена київська велогонка Race Horizon Park, що відбувається у рамках святкування Дня Києва. У 2014 році, у зв'язку з війною на сході України, Гран-прі Донецька відмінили. Проте цього з року Race Horizon Park розділили на три рівноцінні гонки. У 2016 році до серії включено велогонки Тур України, Тур де Рибас та Гран-прі Одеси, а кожна з гонок Race Horizon Park отримала свою назву: Race Horizon Park for Peace, Race Horizon Park Maidan, Race Horizon Park Classic. Таким чином у сезоні 2017 року в Україні пройшло 6 велогонок Європейського туру UCI.
Найкращими досягеннями українців є:
- Михайло Халілов — 3-є місце у загальному заліку (2007—2008)
- Віталій Буц — 6-е місце у загальному заліку (2015)
- Віталій Буц — 9-е місце у загальному заліку (2013)
- Українська команда Kolss Cycling Team — 4 місце серед команд (2015).
- 7-е місце України у рейтингу країн (2015)
- 8-е місце України у рейтингу країн (2013, 2014)
- 10-е місце України у рейтингу країн (2005—2006, 2007—2008)

## Переможці
| Сезон     | Переможець                                          | Друга позиція                              | Третя позиція                                     |
| --------- | --------------------------------------------------- | ------------------------------------------ | ------------------------------------------------- |
| 2005      | Мурілу Фішер (Naturino-Sapore di Mare)              | Штефан ван Дійк (Mr.Bookmaker-Sports Tech) | Ніко Екгут (Chocolade Jacques-T Interim)          |
| 2005–2006 | Ніко Екгут (Chocolade Jacques-Topsport Vlaanderen)  | Даніло Гондо (Lamonta)                     | Рінальдо Ночентіні (Acqua & Sapone)               |
| 2006-2007 | Алессандро Бертоліні (Serramenti PVC Diquigiovanni) | Лука Маззанті (Ceramica Panaria-Navigare)  | Мартійн Мааскант (Rabobank)                       |
| 2007-2008 | Енріко Гаспаротто (Barloworld)                      | Стефано Гардзеллі (Acqua & Sapone)         | Михайло Халілов (Ceramica Flaminia-Bossini Docce) |
| 2008–2009 | Джованні Вісконті (ISD-Neri)                        | Кенні ван Гуммель (Skil-Shimano)           | Джиммі Каспер (Besson Chaussures-Sojasun)         |
| 2009–2010 | Джованні Вісконті (ISD-Neri)                        | Штефан ван Дійк (Verandas Willems)         | Ріккардо Рікко (Vacansoleil)                      |
| 2010–2011 | Джованні Вісконті (Farnese Vini-Neri Sottoli)       | Євген Гутарович (FDJ)                      | Давіде Ребеллін (Miche-Guerciotti)                |
| 2011–2012 | Джон Дегенкольб (Argos-Shimano)                     | Марсель Кіттель (Argos-Shimano)            | Джонатан Тірнан-Лок (Endura Racing)               |
| 2012–2013 | Ріккардо Цойдль (Gourmetfein-Simplon)               | Бріан Кокар (Europcar)                     | Давіде Ребеллін (CCC Polsat Polkowice)            |
| 2013–2014 | Том ван Асбрук (Topsport Vlaanderen-Baloise)        | Сонні Кольбреллі (Bardiani CSF)            | Давіде Ребеллін (CCC Polsat Polkowice)            |
| 2015      | Насер Буганні (Cofidis)                             | Едвард Тюнс (Topsport Vlaanderen-Baloise)  | Димітрі Клайс (Verandas Willems)                  |
| 2016      | Баптіст Планкерт (Team Katusha)                     | Тімоті Дюпон (Verandas Willems)            | Сонні Кольбреллі (Bardiani CSF)                   |

## Рейтинг країн
| Сезон     | Переможець | Друга позиція | Третя позиція |
| --------- | ---------- | ------------- | ------------- |
| 2005      | Італія     | Іспанія       | Нідерланди    |
| 2005-2006 | Італія     | Німеччина     | Бельгія       |
| 2006-2007 | Італія     | Іспанія       | Нідерланди    |
| 2007-2008 | Італія     | Іспанія       | Нідерланди    |
| 2008–2009 | Італія     | Франція       | Іспанія       |
| 2009–2010 | Італія     | Франція       | Іспанія       |
| 2010–2011 | Італія     | Франція       | Нідерланди    |
| 2011–2012 | Італія     | Франція       | Німеччина     |
| 2012–2013 | Франція    | Італія        | Бельгія       |
| 2013–2014 | Італія     | Бельгія       | Франція       |
| 2015      | Італія     | Бельгія       | Франція       |
| 2016      | Бельгія    | Італія        | Франція       |